# Фоминка (Лукояновський район)
Фоминка (рос. Фоминка) — присілок в Лукояновському районі Нижньогородської області Російської Федерації.
Населення становить 5 осіб. Входить до складу муніципального утворення Шандровська сільрада.

## Історія
Від 2009 року входить до складу муніципального утворення Шандровська сільрада.

## Населення
| 2002 | 2010 |
| ---- | ---- |
| 14   | ↘5   |